# Nauczycielka (film)
Nauczycielka (słow. Učiteľka / cz. Učitelka) – słowacko-czeski psychologiczny dramat społeczny z 2016 roku  w reżyserii Jana Hřebejka. 
Pierwotnie czeski projekt filmu powstał ostatecznie w koprodukcji z głównym udziałem PubRes jako producenta. Reżyser ze scenarzystą Jarchovským nawiązali też współpracę z firmą Offside Men, z RTVS i Telewizją Czeską. Film nakręcono w Bratysławie. 

## Treść
Akcja rozgrywa się w latach 80. XX wieku, a punktem wyjścia jest burzliwe zebranie rodzicielskie, zwołane po pewnym incydencie klasowym. W jego trakcie ujawnione zostają naganne praktyki nowej nauczycielki, która za pośrednictwem dzieci manipuluje rodzicami, uzyskując od nich różne usługi i korzyści. Mimo że większość uczniów i rodziców ulegle to akceptuje, podobnemu postępowaniu w końcu sprzeciwiają się rodzice trójki dzieci i wnoszą skargę do dyrektorki szkoły.

## Obsada
- Zuzana Mauréry – nauczycielka Maria Drazdechová
- Tamara Fischer – uczennica Danka Kucerová
- Zuzana Konečná – Iveta Kucerová, jej matka
- Csongor Kassai – Marek Kucera, jej ojciec
- Oliver Oswald – uczeń Filip Binder
- Martin Havelka – Jaroslav Binder, jego ojciec
- Éva Bandor – Hana Binderová, jego matka
- Richard Labuda – uczeń Karol Littman
- Peter Bebjak – Václav Littman, jego ojciec
- Ondřej Malý – Rehák
- Dušan Kaprálik – dziadek uczennicy
- Judita Hansman – pani Bártová
- Ela Lehotská – pani Vojácek
- Ladislav Hrušovský – pan Malinovský
- Jaroslav Mottl – pan Hampl
- Inka Gogálová – dyrektorka[3]

## Dystrybucja
Film miał swoją światową premierę 4 czerwca 2016 roku na MFF w Karlowych Warach. Zaprezentowany też został na MFF w Hajfie i MFF w Tokio, a premiera amerykańska odbyła się na początku października w Nowym Jorku. Wiosną 2017 r. miał być wyświetlany w amerykańskich kinach. Do początku stycznia 2017 r. film uczestniczył w 15 festiwalach, a prawa do dystrybucji sprzedano do 25 krajów, w tym do Japonii.